# Pallavolo ai Giochi della XXXI Olimpiade - Qualificazioni al torneo femminile
Le qualificazioni femminili di pallavolo ai Giochi della XXXI Olimpiade si sono svolte dal 4 gennaio al 22 maggio 2016: ai vari tornei hanno partecipato un totale di ventotto squadre nazionali e nove si sono qualificate ai Giochi della XXXI Olimpiade.

## Squadre partecipanti
| - Algeria - Argentina - Belgio - Botswana - Camerun - Canada - Cile | - Colombia - Corea del Sud - Croazia - Egitto - Germania - Giappone - Italia | - Kazakistan - Kenya - Paesi Bassi - Porto Rico - Perù - Polonia - Rep. Dominicana | - Russia - Stati Uniti - Thailandia - Tunisia - Turchia - Uganda - Venezuela |

## Tornei

### Africa
Al torneo hanno partecipato sette squadre nazionali africane:
- La prima classificata si è qualificata per i Giochi della XXXI Olimpiade.
- La seconda e la terza classificata si sono qualificate per il torneo di qualificazione mondiale (girone B).

### America del Nord
Al torneo hanno partecipato quattro squadre nazionali nordamericane:
- La prima classificata si è qualificata per i Giochi della XXXI Olimpiade.
- La seconda classificata si qualificata per il torneo di qualificazione mondiale (girone A).
- La terza classificata si qualificata per il torneo di qualificazione mondiale (girone B).

### America del Sud
Al torneo hanno partecipato cinque squadre nazionali sudamericane:
- La prima classificata si è qualificata per i Giochi della XXXI Olimpiade.
- La seconda classificata si qualificata per il torneo di qualificazione mondiale (girone A).
- La terza classificata si qualificata per il torneo di qualificazione mondiale (girone B).

### Asia e Oceania
Al torneo hanno partecipato quattro squadre nazionali tra asiatiche e oceaniane:
- La migliore asiatica e oceaniana classificata al torneo mondiale (girone A) si è qualificata per i Giochi della XXXI Olimpiade.

### Europa
Al torneo hanno partecipato otto squadre nazionali europee:
- La prima classificata si è qualificata per i Giochi della XXXI Olimpiade.
- La seconda e la terza classificata si sono qualificate per il torneo di qualificazione mondiale (girone A).

### Mondiale
Al torneo hanno partecipato dodici squadre nazionali:
- Le prime tre e la prima asiatica e oceaniana classificate al torneo mondiale (girone A) si sono qualificate per i Giochi della XXXI Olimpiade[1].
- La prima classificata al torneo mondiale (girone B) si è qualificata per i Giochi della XXXI Olimpiade.

## Squadre qualificate
| Squadra       | Qualificazione                                                 |
| ------------- | -------------------------------------------------------------- |
| Argentina     | 1ª al torneo di qualificazione sudamericano                    |
| Camerun       | 1ª al torneo di qualificazione africano                        |
| Corea del Sud | 4ª al torneo di qualificazione mondiale A                      |
| Giappone      | 1ª asiatica e oceaniana al torneo di qualificazione mondiale A |
| Italia        | 1ª al torneo di qualificazione mondiale A                      |
| Paesi Bassi   | 2ª al torneo di qualificazione mondiale A                      |
| Porto Rico    | 1ª al torneo di qualificazione mondiale B                      |
| Russia        | 1ª al torneo di qualificazione europeo                         |
| Stati Uniti   | 1ª al torneo di qualificazione nordamericano                   |